# Liên đoàn bóng đá Nigeria
Liên đoàn bóng đá Nigeria (trước năm 2008 là Hiệp hội bóng đá Nigeria; tiếng Anh: Nigeria Football Federation) là tổ chức quản lý, điều hành các hoạt động bóng đá ở Nigeria. Liên đoàn quản lý đội tuyển bóng đá quốc gia nam và nữ, tổ chức các giải bóng đá như vô địch quốc gia và cúp quốc gia. Liên đoàn bóng đá Nigeria gia nhập FIFA năm 1932 và CAF năm 1954.